# Гангліозні клітини
Ганліозні клітини або гангліонарні клітини  — шар нейронів сітківки, що передають сигнали від біполярів до зовнішнього колінчастого тіла, а звідти сигнал потрапляє до зони V1 стріарної кори. Дендрити гангліозних клітин закінчуються на відростках біполярів, або амакринових клітин, аксони формують зоровий нерв в області сліпої плями. Гангліозні клітини (разом з амакриновими клітинами), на відміну від біполярів та горизонтальних клітин є імпульсними нейронами.
Загалом ці клітини різноманітні за розмірами соми, дендритного дерева та характером його галуження. Ці клітини лежать дуже щільно і їх дендритні поля перекриваються. В районі центральної ямки сітківки (лат. fovea) щільність гангліозних клітин найбільша, одна гангліозна клітина зв'язана з одним біполяром. На периферії на одну гангліозну клітину об'єднуються до сотні біполярних клітин і десятки тисяч фоторецепторів.
В 1950 році Стівен Куффлер вперше зареєстрував реакції гангліозних клітин сітківки на світлові плями у кішки. Куффлер відводив ці реакції внутрішньоклітинними електродами, які вводились через склеру безпосередньо в сітківку з передньої сторони. Знаходити гангліозні клітини неважко, оскільки вони лежать на поверхні сітківки і мають порівняно великі розміри.
При постійному фоновому світлі і навіть в абсолютній темряві більшість гангліозних клітин сітківки проявляють стаціонарну, хоч трохи нерегулярну активність з частотою від 1-2 до 20 імпульсів за секунду. При освітленні певних ділянок рецептивного поля, гангліозні клітини відповідають зміною частоти імпульсів.

## Класифікація гангліозних клітин
Стівен Куфлер виявив, що гангліозні клітини бувають двох типів в залежності від властивостей їх рецептивного поля. Гангліозні клітини з on-центром мають такі рецептивні поля, при освітленні центру яких, їх частота потенціалів дії найбільша. При освітленні периферії таких рецептивних полів, частота ПД рівна нулю протягом подачі стимулу. Після припинення освітлення периферії на короткий час частота ПД такої гангліозної клітини зростає, а потім знову падає до фонового рівня.

Відповіді on— (зліва) та off-гангліозних клітин (справа) на освітлення центру рецептивного поля, всього рецептивного поля та периферії.

Гангліозні клітини з off-центром, демонструють властивості, протилежні до властивостей РП гангліозних клітин з on-центром. А саме, на освітлення периферії рецептивного поля ці клітини реагують максимальною частотою потенціалу дії. При освітленні центру рецептивного поля off-гангліозних клітин, відповідь нульова протягом часу дії стимулу. Після припинення дії світлового стимулу на центр, частота потенціалів дії зростає, а через короткий час падає до фонового рівня.